# Intercambio de Cassette Recombinasa Mediada
El Intercambio de Cassette Recombinasa Mediada (ICRM, inglés: Recombinase-mediated cassette exchange) es un procedimiento genético para modificar organismos superiores genéticamente.

## Principios Generales
La mayoría de las células de levadura contienen circulares de ADN, plásmidos como llamados "círculos de dos micras". En este plásmido hay secuencias cortas de ADN específicas llamada sitios de FRT (objetivos flip-recombinasa) y una enzima llamada flippase (Flp). Estas secuencias y la enzima son absolutamente necesarias para la replicación del plásmido "círculos de dos micras".

## Principios de Aplicaciones Biotecnológicas

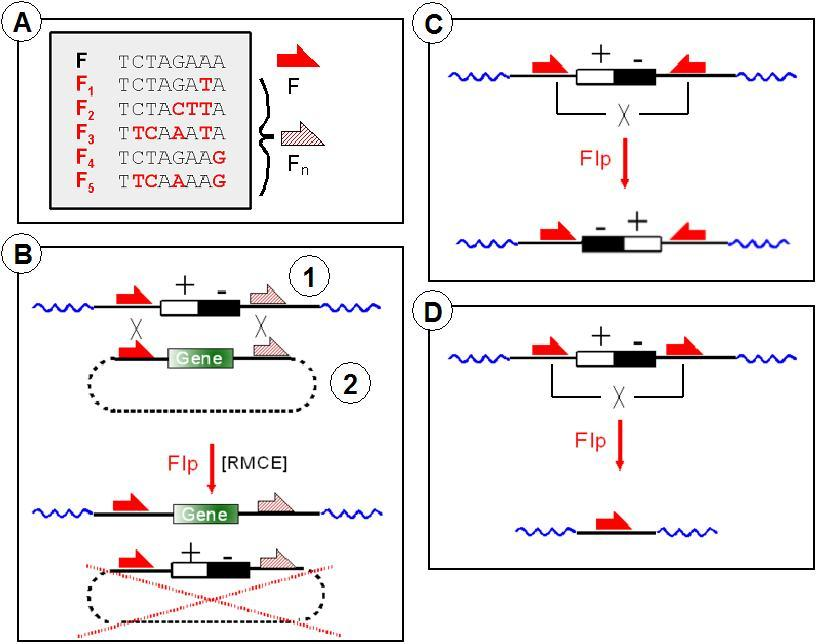
A: Secuencias de sitios de FRT de tipo silvestre (F) y mutantes (Fn), B: Integración, C: Inversión, D: Eliminación, 1: Aceptor constructo, 2: Donador constructo (plasmido)

La enzima (Flp) y los sitios de FRT de tipo silvestre (F) y mutantes (Fn) pueden ser utilizada para modificar organismos genéticamente. Existen las siguientes posibilidades:

### Integración
Integración de un pedazo de ADN que lleva dos diferentes sitios de FRT.

### Inversión
La inversión de una secuencia que está flanqueada por dos sitios de FRT idénticos, pero inversamente orientado.

### Eliminación
La eliminación de una secuencia que está flanqueado por dos sitios de FRT idénticos igualmente orientadas.

## Ejemplos de Aplicaciones

### Generación de animales transgénicos
Generación de ratones transgénicos (knock-out/-in) y su modificación genética vía RMCE.

### Tagging e intercambio de cassette genético en DG44 células en cultivo suspensión
Inserción de un casete de destino en una línea de células de mamífero (CHO) y se intercambiará con un reportero gen de estrés de ER vía RMCE.